# Лунно затъмнение (филм)
„Лунно затъмнение“ (на английски: Full Eclipse) е американски научнофантастичен криминален филм от 1993 година на режисьора Антъни Хичкокс.
Във филма участват Марио ван Пебълс и Брус Пейн, а историята се развива в Лос Анджелис, където полицейското управление е събрало уникален състав от офицери, които притежават способността да се превърнат във върколаци. Лозунгът на филма е: „Има нова полиция по улиците... и те излизат само през нощта.“

## В България
В България филмът е издаден на VHS от Проксима Ентъртеймънт. Екипът се състои от:
| Превод              | Атанас Русков                                               |
| Озвучаващи артисти  | Десислава Знаменова Силвия Лулчева Борис Чернев Васил Бинев |
| Режисьор на дублажа | Людмил Колев                                                |